# Ramadan Sobhi
Ramadan Sobhi (in arabo رمضان صبحى‎?; Il Cairo, 27 giugno 1997) è un calciatore egiziano, attaccante del Pyramids e della nazionale egiziana.

## Biografia
È cognato del collega e connazionale Sherif Ekramy, essendosi sposato con la sorella dell'estremo difensore egiziano nel 2016.

## Caratteristiche tecniche
Ala sinistra, paragonata a Mohamed Aboutreika per prestanza fisica e doti tecniche. L'abilità nel saltare l'uomo in progressione, unita ad un'ottima visione di gioco ne costituiscono i principali punti di forza.

## Carriera

### Club
Muove i suoi primi passi nel settore giovanile dell'Al-Ahly. Esordisce in prima squadra - a 16 anni - il 6 febbraio 2014 contro il Ghazl El-Mehalla. Viene sostituito dopo 30' per sopperire all'espulsione di Wael Gomaa. Mette a segno la sua prima rete in carriera il 16 giugno ai danni del Misr Lel Makasa (0-3 il finale). Il 7 luglio la squadra si laurea campione d'Egitto. A questo successo segue quello della Supercoppa d'Egitto. Il 9 dicembre 2014 la squadra vince la Coppa della Confederazione. Il 4 aprile 2015 esordisce nella CAF Champions League (massima competizione africana), sostituendo Emad Meteab nell'intervallo della sfida disputata contro l'APR. Il 4 marzo 2015 si accorda con la società sulla base di un rinnovo quinquennale, con scadenza nel 2020.
Il 25 luglio 2016 passa per 5 milioni di sterline allo Stoke City, legandosi alla società inglese per cinque stagioni. Esordisce in Premier League il 20 agosto 2016 in Stoke City-Manchester City (1-4), subentrando al 43' della ripresa al posto di Arnautović. Partito inizialmente come riserva, nella seconda metà di campionato - complici i persistenti problemi fisici accusati da Shaqiri - riesce a ritagliarsi un posto da titolare nel 4-2-3-1 adoperato da Mark Hughes. Mette a segno la sua prima rete in Premier il 23 dicembre 2017 contro il West Bromwich, diventando nell'occasione il più giovane marcatore dei Potters nella massima serie inglese.
Il 12 giugno 2018 viene acquistato per 5.7 milioni di sterline dall'Huddersfield Town, con cui firma un triennale. Il 28 dicembre viene ufficializzato il suo ritorno in prestito all'Al-Ahly. Il 7 settembre 2020 firma un contratto valido fino al 2025 con il Pyramids.

### Nazionale
L'8 giugno 2015 viene convocato dal CT Héctor Cúper in vista della sfida contro la Tanzania, valevole per le qualificazioni alla Coppa d'Africa 2017. Esordisce quindi con i Faraoni il 14 giugno seguente, subentrando al 67' al posto di Mahmoud Kahraba diventando - all'età di 17 anni, 11 mesi e 18 giorni - il secondo calciatore egiziano più giovane ad indossare la maglia dei Faraoni, alle spalle di Mido.
Mette a segno la sua prima rete in nazionale il 29 marzo 2016 contro la Nigeria (1-0 il finale). Il 4 gennaio 2017 il CT Héctor Cúper lo inserisce nella lista dei 23 convocati alla fase finale della Coppa d'Africa 2017. L'Egitto viene sconfitto in finale 2-1 dal Camerun. Il 4 giugno 2018 viene incluso nella rosa dei 23 convocati per il campionato del mondo 2018. Esordisce nella competizione il 15 giugno contro l'Uruguay, subentrando nella ripresa al posto di Amr Warda.
Dopo aver preso parte ai Giochi Olimpici di Tokyo, il 29 dicembre 2021 viene incluso dal CT Carlos Queiroz nella lista definitiva dei 25 convocati per la fase finale della Coppa d'Africa 2021, dove l'Egitto viene sconfitto in finale dal Senegal ai calci di rigore.

## Statistiche

### Presenze e reti nei club
Statistiche aggiornate al 24 ottobre 2024.
| Stagione          | Squadra           | Campionato        | Campionato | Campionato | Coppe nazionali | Coppe nazionali | Coppe nazionali | Coppe continentali | Coppe continentali | Coppe continentali | Altre coppe | Altre coppe | Altre coppe | Totale | Totale |
| Stagione          | Squadra           | Comp              | Pres       | Reti       | Comp            | Pres            | Reti            | Comp               | Pres               | Reti               | Comp        | Pres        | Reti        | Pres   | Reti   |
| ----------------- | ----------------- | ----------------- | ---------- | ---------- | --------------- | --------------- | --------------- | ------------------ | ------------------ | ------------------ | ----------- | ----------- | ----------- | ------ | ------ |
| 2013-2014         | Al-Ahly           | PL                | 3+3        | 1+2        | CE              | 3               | 0               | CCL+CC             | 0+4                | 0                  | SA+Cmc      | 0           | 0           | 13     | 3      |
| 2014-2015         | Al-Ahly           | PL                | 24         | 5          | CE              | 4               | 3               | CCL+CC             | 2+9                | 0                  | SE+SA       | 1+0         | 0           | 40     | 8      |
| 2015-2016         | Al-Ahly           | PL                | 28         | 5          | CE              | 0               | 0               | CCL                | 5                  | 1                  | SE          | 1           | 0           | 34     | 6      |
| 2016-2017         | Stoke City        | PL                | 17         | 0          | FACup+CdL       | 0+2             | 0               | -                  | -                  | -                  | -           | -           | -           | 19     | 0      |
| 2017-2018         | Stoke City        | PL                | 24         | 2          | FACup+CdL       | 1+2             | 0+1             | -                  | -                  | -                  | -           | -           | -           | 27     | 3      |
| Totale Stoke City | Totale Stoke City | Totale Stoke City | 41         | 2          |                 | 5               | 1               |                    | -                  | -                  |             | -           | -           | 46     | 3      |
| 2018-gen. 2019    | Huddersfield Town | PL                | 4          | 0          | FACup+CdL       | 0               | 0               | -                  | -                  | -                  | -           | -           | -           | 4      | 0      |
| gen.-giu. 2019    | Al-Ahly           | PL                | 18         | 2          | CE              | 1               | 0               | CCL                | 7                  | 0                  | SE          | 1           | 0           | 27     | 2      |
| 2019-2020         | Al-Ahly           | PL                | 6          | 4          | CE              | 0               | 0               | CCL                | 4                  | 1                  | SE          | 0           | 0           | 10     | 5      |
| Totale Al-Ahly    | Totale Al-Ahly    | Totale Al-Ahly    | 82         | 19         |                 | 8               | 3               |                    | 31                 | 2                  |             | 3           | 0           | 124    | 24     |
| 2020-2021         | Pyramids          | PL                | 22         | 7          | CE              | 3               | 3               | CC                 | 13                 | 3                  | -           | -           | -           | 38     | 13     |
| 2021-2022         | Pyramids          | PL                | 23         | 7          | CE              | 4               | 1               | CC                 | 8                  | 0                  | -           | -           | -           | 35     | 8      |
| 2022-2023         | Pyramids          | PL                | 18         | 7          | CE              | 1               | 0               | CC                 | 10                 | 2                  | SE          | 1           | 0           | 30     | 9      |
| 2023-2024         | Pyramids          | PL                | 18         | 5          | CE              | 0               | 0               | CCL                | 6                  | 0                  | SE          | 2           | 0           | 26     | 5      |
| 2024-2025         | Pyramids          | PL                | 0          | 0          | CE              | 0               | 0               | CCL                | 2                  | 0                  | SE          | 2           | 0           | 4      | 0      |
| Totale Pyramids   | Totale Pyramids   | Totale Pyramids   | 81         | 26         |                 | 8               | 4               |                    | 39                 | 5                  |             | 5           | 0           | 133    | 35     |
| Totale carriera   | Totale carriera   | Totale carriera   | 208        | 47         |                 | 21              | 8               |                    | 70                 | 7                  |             | 8           | 0           | 307    | 62     |

### Cronologia presenze e reti in nazionale
| Cronologia completa delle presenze e delle reti in nazionale ― Egitto | Cronologia completa delle presenze e delle reti in nazionale ― Egitto | Cronologia completa delle presenze e delle reti in nazionale ― Egitto | Cronologia completa delle presenze e delle reti in nazionale ― Egitto | Cronologia completa delle presenze e delle reti in nazionale ― Egitto | Cronologia completa delle presenze e delle reti in nazionale ― Egitto | Cronologia completa delle presenze e delle reti in nazionale ― Egitto | Cronologia completa delle presenze e delle reti in nazionale ― Egitto |
| Data                                                                  | Città                                                                 | In casa                                                               | Risultato                                                             | Ospiti                                                                | Competizione                                                          | Reti                                                                  | Note                                                                  |
| --------------------------------------------------------------------- | --------------------------------------------------------------------- | --------------------------------------------------------------------- | --------------------------------------------------------------------- | --------------------------------------------------------------------- | --------------------------------------------------------------------- | --------------------------------------------------------------------- | --------------------------------------------------------------------- |
| 14-6-2015                                                             | Alessandria d'Egitto                                                  | Egitto                                                                | 3 – 0                                                                 | Tanzania                                                              | Qual. Coppa d'Africa 2017                                             | -                                                                     | 67’                                                                   |
| 6-9-2015                                                              | N'Djamena                                                             | Ciad                                                                  | 1 – 5                                                                 | Egitto                                                                | Qual. Coppa d'Africa 2017                                             | -                                                                     | 46’                                                                   |
| 27-1-2016                                                             | Aswan                                                                 | Egitto                                                                | 0 – 1                                                                 | Giordania                                                             | Amichevole                                                            | -                                                                     |                                                                       |
| 27-2-2016                                                             | Alessandria d'Egitto                                                  | Egitto                                                                | 2 – 0                                                                 | Burkina Faso                                                          | Amichevole                                                            | -                                                                     |                                                                       |
| 25-3-2016                                                             | Kaduna                                                                | Nigeria                                                               | 1 – 1                                                                 | Egitto                                                                | Qual. Coppa d'Africa 2017                                             | -                                                                     | 76’                                                                   |
| 29-3-2016                                                             | Alessandria d'Egitto                                                  | Egitto                                                                | 1 – 0                                                                 | Nigeria                                                               | Qual. Coppa d'Africa 2017                                             | 1                                                                     | 81’                                                                   |
| 30-8-2016                                                             | Alessandria d'Egitto                                                  | Egitto                                                                | 1 – 1                                                                 | Guinea                                                                | Amichevole                                                            | -                                                                     | 61’                                                                   |
| 6-9-2016                                                              | Johannesburg                                                          | Sudafrica                                                             | 1 – 0                                                                 | Egitto                                                                | Amichevole                                                            | -                                                                     | 77’                                                                   |
| 9-10-2016                                                             | Brazzaville                                                           | Rep. del Congo                                                        | 1 – 2                                                                 | Egitto                                                                | Qual. Mondiali 2018                                                   | -                                                                     | 79’                                                                   |
| 13-11-2016                                                            | Alessandria d'Egitto                                                  | Egitto                                                                | 2 – 0                                                                 | Ghana                                                                 | Qual. Mondiali 2018                                                   | -                                                                     | 46’                                                                   |
| 8-1-2017                                                              | Il Cairo                                                              | Egitto                                                                | 1 – 0                                                                 | Tunisia                                                               | Amichevole                                                            | -                                                                     | 68’                                                                   |
| 17-1-2017                                                             | Port-Gentil                                                           | Mali                                                                  | 0 – 0                                                                 | Egitto                                                                | Coppa d'Africa 2017 - 1º turno                                        | -                                                                     | 70’                                                                   |
| 21-1-2017                                                             | Port-Gentil                                                           | Egitto                                                                | 1 – 0                                                                 | Uganda                                                                | Coppa d'Africa 2017 - 1º turno                                        | -                                                                     | 66’                                                                   |
| 1-2-2017                                                              | Libreville                                                            | Burkina Faso                                                          | 1 – 1 dts (3 – 4 dtr)                                                 | Egitto                                                                | Coppa d'Africa 2017 - Semifinale                                      | -                                                                     | 83’                                                                   |
| 5-2-2017                                                              | Libreville                                                            | Egitto                                                                | 1 – 2                                                                 | Camerun                                                               | Coppa d'Africa 2017 - Finale                                          | -                                                                     | 66’ 90+2’                                                             |
| 28-3-2017                                                             | Alessandria d'Egitto                                                  | Egitto                                                                | 3 – 0                                                                 | Togo                                                                  | Amichevole                                                            | -                                                                     |                                                                       |
| 11-6-2017                                                             | Radès                                                                 | Tunisia                                                               | 1 – 0                                                                 | Egitto                                                                | Qual. Coppa d'Africa 2019                                             | -                                                                     | 73’                                                                   |
| 31-8-2017                                                             | Kampala                                                               | Uganda                                                                | 1 – 0                                                                 | Egitto                                                                | Qual. Mondiali 2018                                                   | -                                                                     | 46’                                                                   |
| 5-9-2017                                                              | Alessandria d'Egitto                                                  | Egitto                                                                | 1 – 0                                                                 | Uganda                                                                | Qual. Mondiali 2018                                                   | -                                                                     | 71’                                                                   |
| 8-10-2017                                                             | Alessandria d'Egitto                                                  | Egitto                                                                | 2 – 1                                                                 | Rep. del Congo                                                        | Qual. Mondiali 2018                                                   | -                                                                     | 87’                                                                   |
| 12-11-2017                                                            | Cape Coast                                                            | Ghana                                                                 | 1 – 1                                                                 | Egitto                                                                | Qual. Mondiali 2018                                                   | -                                                                     |                                                                       |
| 27-3-2018                                                             | Zurigo                                                                | Egitto                                                                | 0 – 1                                                                 | Grecia                                                                | Amichevole                                                            | -                                                                     | 79’                                                                   |
| 25-5-2018                                                             | Madinat al-Kuwait                                                     | Kuwait                                                                | 1 – 1                                                                 | Egitto                                                                | Amichevole                                                            | -                                                                     | 78’                                                                   |
| 1-6-2018                                                              | Bergamo                                                               | Egitto                                                                | 0 – 0                                                                 | Colombia                                                              | Amichevole                                                            | -                                                                     | 66’                                                                   |
| 6-6-2018                                                              | Bruxelles                                                             | Belgio                                                                | 3 – 0                                                                 | Egitto                                                                | Amichevole                                                            | -                                                                     | 67’                                                                   |
| 15-6-2018                                                             | Ekaterinburg                                                          | Egitto                                                                | 0 – 1                                                                 | Uruguay                                                               | Mondiali 2018 - 1º turno                                              | -                                                                     | 84’                                                                   |
| 19-6-2018                                                             | San Pietroburgo                                                       | Russia                                                                | 3 – 1                                                                 | Egitto                                                                | Mondiali 2018 - 1º turno                                              | -                                                                     | 68’                                                                   |
| 25-6-2018                                                             | Volgograd                                                             | Arabia Saudita                                                        | 2 – 1                                                                 | Egitto                                                                | Mondiali 2018 - 1º turno                                              | -                                                                     | 64’                                                                   |
| 14-11-2020                                                            | Il Cairo                                                              | Egitto                                                                | 1 – 0                                                                 | Togo                                                                  | Qual. Coppa d'Africa 2021                                             | -                                                                     | 74’                                                                   |
| 17-11-2020                                                            | Lomé                                                                  | Togo                                                                  | 1 – 3                                                                 | Egitto                                                                | Qual. Coppa d'Africa 2021                                             | -                                                                     | 69’                                                                   |
| 1-9-2021                                                              | Il Cairo                                                              | Egitto                                                                | 1 – 0                                                                 | Angola                                                                | Qual. Mondiali 2022                                                   | -                                                                     | 68’                                                                   |
| 30-9-2021                                                             | Alessandria d'Egitto                                                  | Egitto                                                                | 2 – 0                                                                 | Liberia                                                               | Amichevole                                                            | -                                                                     | 46’                                                                   |
| 8-10-2021                                                             | Alessandria d'Egitto                                                  | Egitto                                                                | 1 – 0                                                                 | Libia                                                                 | Qual. Mondiali 2022                                                   | -                                                                     | 77’                                                                   |
| 11-10-2021                                                            | Bengasi                                                               | Libia                                                                 | 0 – 3                                                                 | Egitto                                                                | Qual. Mondiali 2022                                                   | 1                                                                     | 64’                                                                   |
| 11-1-2022                                                             | Garoua                                                                | Nigeria                                                               | 1 – 0                                                                 | Egitto                                                                | Coppa d'Africa 2021 - 1º turno                                        | -                                                                     | 58’                                                                   |
| 30-1-2022                                                             | Yaoundé                                                               | Egitto                                                                | 2 – 1 dts                                                             | Marocco                                                               | Coppa d'Africa 2021 - Quarti di finale                                | -                                                                     | 111’                                                                  |
| 3-2-2022                                                              | Yaoundé                                                               | Camerun                                                               | 0 – 0 dts (1 – 3 dtr)                                                 | Egitto                                                                | Coppa d'Africa 2021 - Semifinale                                      | -                                                                     | 63’                                                                   |
| Totale                                                                |                                                                       | Presenze                                                              | 37                                                                    |                                                                       | Reti                                                                  | 2                                                                     |                                                                       |

## Palmarès

### Club

#### Competizioni nazionali
- Campionato egiziano: 4

Al-Ahly: 2013-2014, 2015-2016, 2018-2019, 2019-2020
- Supercoppa d'Egitto: 3

Al-Ahly: 2014, 2015, 2018
- Coppa d'Egitto: 1

Pyramids: 2023-2024

#### Competizioni internazionali
- Supercoppa CAF: 1

Al-Ahly: 2014
- Coppa della Confederazione CAF: 1

Al-Ahly: 2014
- CAF Champions League: 1

Pyramids: 2024-2025

### Nazionale
- Coppa d'Africa Under-23: 1

Egitto 2019

### Individuale
- Egyptian Premier League Team of the Year: 2[36][37]

2014-2015, 2015-2016